# Equador na Universíada de Verão de 2021
A Equador participou da Universíada de Verão de 2021, que aconteceu em Chengdu, na China, entre 28 de julho e 8 de agosto de 2023.
A delegação teve dois atletas — um masculino e um feminino — em uma única modalidade olímpica.

## Competidores
Estas foram as modalidades e atletas que disputaram a edição:
| Esporte   | Masculino | Feminino | Total |
| --------- | --------- | -------- | ----- |
| Taekwondo | 1         | 1        | 2     |
| Total     | 1         | 1        | 2     |

## Desempenho

### Taekwondo
Masculino
| Atleta       | Evento | Primeira fase | Primeira fase | Semifinal   | Semifinal   | Final       | Final       | Ref.  |
| Atleta       | Evento | Resultado     | Pos.          | Resultado   | Pos.        | Resultado   | Pos.        | Ref.  |
| ------------ | ------ | ------------- | ------------- | ----------- | ----------- | ----------- | ----------- | ----- |
| Andee Campos | Pumsae | 6.710         | 8             | Não avançou | Não avançou | Não avançou | Não avançou | [ 3 ] |

Feminino
| Atleta    | Evento   | Primeira fase          | Oitavas                | Quartas                | Semifinais             | Final                  | Posição     | Ref.  |
| Atleta    | Evento   | Adversário e resultado | Adversário e resultado | Adversário e resultado | Adversário e resultado | Adversário e resultado | Posição     | Ref.  |
| --------- | -------- | ---------------------- | ---------------------- | ---------------------- | ---------------------- | ---------------------- | ----------- | ----- |
| Mell Mina | até 67kg | Bye                    | UZB Sobirjonova V 2–0  | FRA Haddad D 1–2       | Não avançou            | Não avançou            | Não avançou | [ 4 ] |